# Heidi Tagliavini
Heidi Tagliavini, née à Bâle en 1950, est une diplomate suisse. 
Après des études en lettres à Genève, elle rejoint le corps diplomatique suisse en 1982. Elle intervient en tant qu'observatrice pour une première fois en Tchétchénie pour le compte de l'Organisation pour la sécurité et la coopération en Europe lors de la première guerre tchétchène en 1995. 
Elle est envoyée spéciale du secrétaire général des Nations unies pour la Géorgie et chef de la Mission d'observation des Nations unies en Géorgie de 2002 à 2006. Entre 2014 et 2015, elle participe aux négociations de Minsk sur la crise ukrainienne.
Elle est considérée comme une experte sur l'Europe de l'Est et le Caucase.

## Biographie

### Jeunesse et début de carrière
Heidi Tagliavini naît en 1950 à Bâle et grandit dans une famille de musiciens, deuxième d'une fratrie de quatre enfants,. Son père, d'origine italienne, est architecte ; sa mère, peintre en porcelaine et caricaturiste, est issu d'une famille bourgeoise de Lucerne. Elle étudie les  langues romanes et le russe à Genève et Moscou, puis obtient un doctorat en philologie. Elle est la cousine de Franz Blankart (de) (secrétaire d'État au Secrétariat d'État à l'économie).
Après son admission au concours diplomatique en 1982, elle est formée à la Centrale du DFAE à Berne, puis aux ambassades suisses à Lima et à Moscou. Elle participe au sommet de Genève de 1985 entre Ronald Reagan et Mikhaïl Gorbatchev en tant que traductrice du président de la Confédération Kurt Furgler.

### Spécialiste du Caucase
Alors qu'elle est en poste à La Haye, elle est nommée représentante de la Suisse pour la délégation de l'Organisation pour la sécurité et la coopération en Europe (OSCE) en Tchétchénie en avril 1995, lors de la première guerre de Tchétchénie. Elle est la seule femme de la délégation de six personnes après que plusieurs collègues masculins ont refusé le poste, selon la NZZ. Elle y acquiert sa première expérience dans la diplomatie de crise, occupant cette fonction pendant huit mois.
Après cette mission à Grozny, elle retourne au service de la Suisse à l'ambassade à Moscou. Elle part pour la première fois en Géorgie peu de temps après, pour y être la chef adjointe de la Mission d'observation des Nations unies en Géorgie (MONUG).
Par la suite, elle retourne à la Centrale à Berne, où elle dirige la Division IV, chargée des droits de l'homme et de la politique humanitaire,. Elle retourne dans le Caucase au début de l'an 2000, pour le compte de l'Organisation de coopération et de développement économiques (OCDE). À partir de la fin 2001, elle est ambassadrice de Suisse en Bosnie-Herzégovine.
En 2002, elle est nommée chef de la MONUG par le secrétaire général Kofi Annan,. Le DFAE se félicite de cette nomination, parlant d'un « succès de la diplomatie onusienne de la Suisse ». La NZZ la surnomme « Madame Courage » dans ce rôle. Elle garde ce mandat pendant quatre ans, jusqu'en 2006.
En 2009, elle coordonne la publication d'un rapport sur la deuxième guerre d'Ossétie du Sud, qui conclut que la Géorgie est à l'origine du conflit. Le rapport est commandé par le Conseil de l'Union européenne dans le cadre d'une mission indépendante.

### Médiatrice lors de la crise ukrainienne
En juin 2014, elle est envoyée par l'OSCE pour conduire une médiation entre la Russie et l'Ukraine dans le crise ukrainienne,. Cette nomination s'inscrit dans le cadre de la présidence de l'organisation par la Suisse, assurée par Didier Burkhalter (alors président de la Confédération et chef du DFAE). Petro Porochenko, alors président de l'Ukraine, demande que la diplomate, officiellement à la retraite, prenne en main cette mission de négociation. 
Lors des négociations à Minsk, elle est qualifiée d'« héroïne inconnue des négociations » par Bloomberg,,, ayant joué un rôle « crucial » pour obtenir un accord.
Elle remet toutefois son mandat en juin 2015, ce qui est regretté par les deux parties au conflit. En août de la même année, elle reçoit le prix de la fondation Dr. J. E. Brandenberger (de) pour « sa grande humanité et ses compétences professionnelles au service de la société, de la Suisse et du maintien de la paix »,.

### Retraite
En 2015, elle est mentionnée comme successeur possible d'Yves Rossier au Secrétariat d'État, mais Jacques de Watteville (de) est retenu pour le poste.
Elle parle huit langues : l'allemand, le français, l'anglais, l'italien, l'espagnol, le néerlandais, le bosniaque et le russe,. Elle est reconnue pour être une experte de l'Europe de l'Est et du Caucase. En 2016, la Tribune de Genève la qualifie de « virtuose de la négociation » et de « Paganini des pourparlers ».